# La Trinité (quận)
Quận La Trinité là một quận của Pháp, nằm ở tỉnh Martinique, ở vùng Martinique. Quận này có 11 tổng và 10 xã.

## Các đơn vị hành chính

### Các tổng
Các tổng của quận La Trinité là: 
1. L'Ajoupa-Bouillon
2. Basse-Pointe
3. Gros-Morne
4. Le Lorrain
5. Macouba
6. Le Marigot
7. Le Robert - Tổng thứ nhất Sud
8. Le Robert - Tổng thứ nhì Nord
9. Sainte-Marie - Tổng thứ nhất Nord
10. Sainte-Marie - Tổng thứ nhì Sud
11. La Trinité

### Các xã
Các xã của quận La Trinité, và mã INSEE là: 
| 1. Basse-Pointe (97203) | 2. Grand'Rivière (97211) | 3. Gros-Morne (97212) | 4. L'Ajoupa-Bouillon (97201) |
| 5. La Trinité (97230)   | 6. Le Lorrain (97214)    | 7. Le Marigot (97216) | 8. Le Robert (97222)         |
| 9. Macouba (97215)      | 10. Sainte-Marie (97228) |                       |                              |